# Richard Akiana
Richard Akiana (Brazzaville, 20 settembre 1969) è un ex calciatore congolese (Repubblica del Congo), di ruolo attaccante.

## Caratteristiche tecniche
Veniva impiegato come punta centrale.

## Carriera

### Club
Ha cominciato a giocare nell'AS Corbeil-Essonnes. Nel 1990 è passato al Créteil-Lusitanos. Nel 1991 si è trasferito al CO Saint-Dizier. Nel 1993 è stato acquistato dal RC France. Nel 1997 è passato al Bourges. Nel gennaio 1998 ha fatto ritorno al Créteil-Lusitanos. Nella stagione 1998-1999 ha militato nel Troyes. Nel 1999 è passato al Red Star. Nel 2000 si è trasferito al Wasquehal. Nel 2002 è stato acquistato dal Gap. Nel 2007 è stato ingaggiato dal Pacy.

### Nazionale
Ha debuttato in Nazionale il 20 dicembre 1992, in Repubblica del Congo-Nigeria (0-1). Ha partecipato, con la Nazionale, alla Coppa d'Africa 2000. Ha collezionato in totale, con la maglia della Nazionale, 9 presenze.

## Statistiche

### Cronologia presenze e reti in nazionale
| Cronologia completa delle presenze e delle reti in nazionale ― Rep. del Congo | Cronologia completa delle presenze e delle reti in nazionale ― Rep. del Congo | Cronologia completa delle presenze e delle reti in nazionale ― Rep. del Congo | Cronologia completa delle presenze e delle reti in nazionale ― Rep. del Congo | Cronologia completa delle presenze e delle reti in nazionale ― Rep. del Congo | Cronologia completa delle presenze e delle reti in nazionale ― Rep. del Congo | Cronologia completa delle presenze e delle reti in nazionale ― Rep. del Congo | Cronologia completa delle presenze e delle reti in nazionale ― Rep. del Congo |
| Data                                                                          | Città                                                                         | In casa                                                                       | Risultato                                                                     | Ospiti                                                                        | Competizione                                                                  | Reti                                                                          | Note                                                                          |
| ----------------------------------------------------------------------------- | ----------------------------------------------------------------------------- | ----------------------------------------------------------------------------- | ----------------------------------------------------------------------------- | ----------------------------------------------------------------------------- | ----------------------------------------------------------------------------- | ----------------------------------------------------------------------------- | ----------------------------------------------------------------------------- |
| 20-12-1992                                                                    | Pointe-Noire                                                                  | Rep. del Congo                                                                | 0 – 1                                                                         | Nigeria                                                                       | Qual. Mondiali 1994                                                           | -                                                                             |                                                                               |
| 31-01-1993                                                                    | Pointe-Noire                                                                  | Rep. del Congo                                                                | 0 – 1                                                                         | Sudafrica                                                                     | Qual. Mondiali 1994                                                           | -                                                                             |                                                                               |
| 06-04-1997                                                                    | Pointe-Noire                                                                  | Rep. del Congo                                                                | 2 – 0                                                                         | Sudafrica                                                                     | Qual. Mondiali 1998                                                           | -                                                                             |                                                                               |
| 27-04-1997                                                                    | Lusaka                                                                        | Zambia                                                                        | 3 – 0                                                                         | Rep. del Congo                                                                | Qual. Mondiali 1998                                                           | -                                                                             |                                                                               |
| 16-08-1997                                                                    | Johannesburg                                                                  | Sudafrica                                                                     | 1 – 0                                                                         | Rep. del Congo                                                                | Qual. Mondiali 1998                                                           | -                                                                             | 65’                                                                           |
| 24-01-1999                                                                    | Pointe-Noire                                                                  | Rep. del Congo                                                                | 0 – 0                                                                         | Mali                                                                          | Qual. Coppa d'Africa 2000                                                     | -                                                                             | 54’                                                                           |
| 28-02-1999                                                                    | Pointe-Noire                                                                  | Rep. del Congo                                                                | 1 – 0                                                                         | Costa d'Avorio                                                                | Qual. Coppa d'Africa 2000                                                     | -                                                                             |                                                                               |
| 11-04-1999                                                                    | Abidjan                                                                       | Costa d'Avorio                                                                | 2 – 0                                                                         | Rep. del Congo                                                                | Qual. Coppa d'Africa 2000                                                     | -                                                                             |                                                                               |
| 08-10-2000                                                                    | Curepipe                                                                      | Mauritius                                                                     | 1 – 2                                                                         | Rep. del Congo                                                                | Qual. Coppa d'Africa 2002                                                     | -                                                                             | 75’                                                                           |
| Totale                                                                        |                                                                               | Presenze                                                                      | 9                                                                             |                                                                               | Reti                                                                          | 0                                                                             |                                                                               |

## Palmarès

### Individuale
- Capocannoniere della Coupe de la Ligue: 1

1999-2000 (4 reti)